# Hyperlophus translucidus
Hyperlophus translucidus és una espècie de peix pertanyent a la família dels clupeids.

## Descripció
- Pot arribar a fer 6 cm de llargària màxima.
- Nombre de vèrtebres: 40-42.
- 15-16 radis tous a l'aleta dorsal i 19-22 a l'anal.[2][3]

## Hàbitat
És un peix marí i d'aigua salabrosa, pelàgic-nerític i de clima temperat (24°S-34°S, 150°E-156°E).

## Distribució geogràfica
Es troba al Pacífic sud-occidental: és un endemisme de l'est d'Austràlia.

## Observacions
És inofensiu per als humans.